# Martin Gullberg
Hans Axel Martin Gullberg, född den 20 juni 1955, är en svensk seglare och professor.
Gullberg seglade IC-kanot för Strandlidens BK och blev världsmästare 1978. Han blev svensk mästare 1977 och tog silvermedaljer vid SM 1978 och 1980. Han representerade Sverige vid internationella kappseglingar, bland annat på sjön Dümmer i Västtyskland.
Gullberg har en doktorsexamen i mikrobiologi och är professor vid institutionen för molekylärbiologi vid Umeå universitet. 